# Kitty Genovese
Catherine Susan Genovese, mais conhecida como Kitty Genovese (Nova Iorque, 7 de julho de 1935 — 13 de março de 1964, Nova Iorque) foi uma mulher estadunidense que foi esfaqueada até a morte próximo de sua casa em Kew Gardens, no Queens, Nova York, onde vivia com a sua companheira.
O autor do assassinato foi preso dias depois. Chamava-se Winston Moseley, tinha 29 anos, era casado e pai de três filhos. Durante o interrogatório, confessou este crime e outros dois assassinatos e violações, além de mais de quarenta assaltos. Os exames psiquiátricos concluíram que era necrófilo.
O caso ficou conhecido várias semanas depois, quando o jornal New York Times publicou um artigo com o título: “37 pessoas viram um assassinato e não chamaram a polícia”. Embora a publicação tenha exagerado tanto no número de testemunhas como na sua inação, o artigo escandalizou o público norte-americano, sobretudo as palavras de um vizinho, que disse não ter contactado as autoridades porque não se queria envolver.
A dupla de psicólogos John M. Darley e Bibb Latané decidiu aprofundar esta situação e, num estudo publicado em 1968, concluíram que quantas mais pessoas testemunham uma emergência, menos provável é que uma delas ajude a vítima. No caso de uma testemunha, a probabilidade é de 85%; se forem três, baixa para 31%.
Outra importante consequência deste assassinato foi a criação, por parte da empresa AT&T, da linha 911. A necessidade de ter um número assim só ficou mais evidente quando uma das testemunhas afirmou não ter chamado a polícia por não saber como fazê-lo.
Quanto a Moseley, foi inicialmente condenado à morte, mas o veredito foi posteriormente alterado para prisão perpétua. Morreu na prisão, em 2016.
As circunstâncias de sua morte e a aparente reação (ou falta de reação) dos vizinhos dela foram relatados num artigo de jornal publicado duas semanas depois e instigaram investigações do fenômeno psicológico que tornou-se conhecido como "efeito espectador", "responsabilidade difusa" ou "síndrome Genovese".

## Críticas sobre a cobertura da mídia
Um historiador amador chamado Joseph de May que havia se mudado para a região onde ocorreu o crime decidiu investigar o caso pessoalmente, reunindo as seguints informações: No momento do crime era de madrugada, a rua era mal iluminada e fazia frio. Logo, a maioria dos apartamentos estavam com as janelas fechadas, e quando se escutaram os primeiros gritos, a maioria das pessoas que olham para fora não viram nada de anormal, alguns, por causa da má iluminação, vêem apenas a silhueta de uma mulher cambaleando e pensam se tratar apenas de uma bebâda, já que havia um bar próximo do local. Ainda assim, a policia recebeu duas ligações logo após o início do ataque. Essas ligações no entanto foram ignoradas, talvez pela atendente da polícia pressupor se tratar apenas uma briga entre marido e mulher (apesar de hoje ser considerado inaceitável é preciso ter em mente que nesta época era comum as pessoas não se intrometerem neste tipo de situação).
E quanto ao número grande de testemunhas citadas nas primeiras notícias de jornais que teriam se omitido diante do crime? Na verdade a quantidade total de testemunhas citadas em reportagens de jornais na época, se tratava de uma lista de pessoas interrogadas pela polícia, sendo que a grande maioria dessas pessoas não tinham sido testemunhas oculares e algumas se quer tinham acordado com os barulhos durante o ataque a Genovese.
Sobre o vizinho que não queria se envolver, ele se chamava Ross, era homossexual e ficou apavorado com a situação que se encontrava. Quando disse que não queria se envolver, queria dizer na verdade que não queria publicidade, o que faz sentido, já que a homossexualidade era considerada ilegal e ele temia por sua segurança caso sua orientação sexual fosse revelada publicamente. Ainda assim, após telefonar para um amigo e relatar o que presenciou, o amigo exigiu que ele chamasse a polícia, com medo, ele acordou uma outra vizinha, que finalmente telefonou para a polícia.